# برهوت
بَرَهوت نام یک وادی در حَضرَموت واقع در یمن است غارنوردان عمانی برای اولین بار به قعر "چاه دوزخ"، حفره‌ای عمیق در صحرای یمن رسیدند که در افسانه‌‎های محلی به "زندان اجنه" مشهور است.
این حفره طبیعی رازآلود در بیابانی در استان المهره یمن در مرز عمان واقع شده است. قطر دهانه آن 300 متر است و عمق آن به ۱۱۲ متر می‌رسد.
همچنین شب ها صداهایی شبیه جیغ در این محل شنیده می شود .به گفته حسین م ح ز 
به گفته محلی‌ها بوی نامطبوعی از این "چاه ممنوعه" به مشام می‌رسد که در باوری قدیمی منشاء آن "شیاطین محبوس" در آن هستند.
محمد الکندی، پروفسور زمین‌شناسی در دانشگاه آلمانی فناوری در عمان به خبرگزاری فرانسه گفت در قعر چاه "مارهایی بودند که اگر کاری به کارشان نداشتی آنها هم سرشان به کار خودشان بود ولی صداهای عجیبی از خود تولید می کردند."
آقای کندی یکی از هشت غارنورد حرفه‌ای بود که هفته گذشته با طناب به کف حفره رسیدند در حالی که دو نفر از همکاران آنها از روی سطح زمین در عملیات شرکت داشتند.
او می‌گوید هدف از این عملیات "کشف یکی از عجایب و بخشی از تاریخ یمن" بود.
یکی از کشفیات جالب گروه سنگ‌های مرواریدگونه‌ رنگی بود که در اثر چکیدن قطرات آب شکل گرفته بود.
تیم غارنوردان نمونه‌هایی از سنگ‌ و خاک، آب کف حفره و همین طور لاشه حیوانات با خود برداشتند که درباره آن تحقیق کنند.
در طول قرن‌ها افسانه‌هایی نسل به نسل منتقل می‌شد که می‌گفت ارواح خبیثه و جن و شیاطین در این غار محبوس هستند و بعضی هم آن را "دروازه دوزخ" می‌دانستند.
بسیاری از ساکنان محلی روستاهای اطراف از ترس بدشگونی از سرک کشیدن به چاه و حتی حرف زدن درباره آن اجتناب می‌کنند.